# Psalms of Extinction
Psalms Of Extinction — пятый студийный альбом шведской метал-группы Pain, выпущен 16 апреля 2007 года в северной части Европы и 7 мая 2007 года на остальной территории Европы. «Zombie Slam» — первая песня, на которую был сделан видеоклип.

## Об альбоме
Музыканты принимавшие участие при записи альбома: Микки Ди (Motörhead, ex-Don Dokken, King Diamond) в песне «Zombie Slam» барабаны, фронтмен группы Children of Bodom Алекси Лайхо в песне «Just Think Again» (соло-гитара) и Петер Иверс из группы In Flames в первых двух песнях (бас-гитара).
Рецензент сайта Allmusic оценил Psalms Of Extinction как более искренний и интересный, чем предыдущие записи Pain, а также отметил развитие стиля. Альбом занимал 21 место в чартах Финляндии и Швеции в течение 2 недель.

## Список композиций
1. «Save Your Prayers» — 3:43
2. «Nailed to the Ground» — 4:11
3. «Zombie Slam» — 3:32
4. «Psalms of Extinction» — 4:09
5. «Clouds of Ecstasy» — 3:16
6. «Play Dead» (кавер-версия Бьорк) — 4:03
7. «Does It Really Matter» — 4:06
8. «Computer God» — 3:25
9. «Just Think Again» — 6:15
10. «Walking On Glass» — 3:51
11. «Bottle’s Nest» — 3:36
12. «Bitch» — 3:47

#### Бонус-треки для российского и британского изданий
1. «Behind the Wheel» (кавер-версия Depeche Mode) — 4:10
2. «Here is the News» (кавер-версия Electric Light Orchestra) — 3:54

- «Behind the Wheel» также выступает как бонус-трек для японского издания.